# Каленберг (Австрия)
Каленберг (нем. Kahlenberg — Лысая гора) — гора в Австрии, в районе Дёблинг Вены, северо-восточная часть хребта Венский Лес, ветви нижне-австрийских Альп. Высота 484 метра над уровнем моря, относительная высота — 40 метров. В античной географии Венский Лес назывался Цетийскими горами (Цетийскими Альпами, лат. Mons Cetius, др.-греч. Κέτιον ὄρος). Цетийские горы на западе отделяли римскую провинцию Паннонию от Норика. В Средние века Лысыми горами (лат. Mons Calvus) назывались все горы между Венским Лесом и Краинскими или Юлийскими Альпами. Каленберг покрыт лесом. На склонах растёт виноград.
В 1532 году султан Османской империи Сулейман I в третий раз собрал огромное войско для войны с Австрией, но, узнав о сосредочении сильной армии под Веной, не решился принять боя, а свернул в Штирию для осады Граца. Лишь 14-тысячный отряд акынджи Казимбека опустошил австрийские земли до реки Энс. На обратном пути, при выходе из Венского Леса у Каленберга отряд наткнулся на немецкие полки Себастиана Шертлина фон Буртенбаха и после горячего боя 19 сентября был уничтожен. Среди убитых был и сам Казимбек.
В Венской битве 12 сентября 1683 года в ходе Великой Турецкой войны на горе собралось христианское войско под командованием польского короля Яна III Собеского, пришедшее на защиту осаждённой турками-османами Вены.
На Каленберге находится Каленбергская телебашня высотой 165 метров и католическая церковь Святого Иосифа, место паломничества. Возле церкви находится обзорная площадка. Оттуда лучше всего открывается картина Вены и её окрестностей. На церкви мемориальная доска, посвящённая Яну III Собескому, руководившему христианским войском в Венской битве на Каленберге и отслужившему перед битвой мессу в церкви на Каленберге. Рядом с церковью находится 22-метровая обзорная вышка Штефаниварте (вышка кронпринцессы Стефании, Kronprinzessin Stefanie-Warte), являющаяся объектом архитектурного наследия. На Каленберге находятся отель и виллы, расположен венский квартал Каленбергердорф, который относится к 19-му району Вены, Дёблингу, а также университет MODUL.
В 1874—1919 гг. на гору Каленберг из Нусдорфа вела зубчатая Каленбергская железная дорога с европейской колеей (1435 мм), наибольшим уклоном 11 % и длиной 5 километров. На северном склоне Каленберга расположен Вайдлинг, где находится могила поэта Николауса Ленау.
- Вышка Штефаниварте[нем.] на Каленберге
- Мемориальная доска на католической церкви Святого Иосифа[нем.] на Каленберге, посвящённая польскому королю Яну III Собескому, руководившему христианским войском в Венской битве (1683) на Каленберге и отслужившему перед битвой мессу в церкви на Каленберге
- Вокзал зубчатой Каленбергской железной дороги[нем.] на станции в Нусдорфе[нем.] в 1875 году